# Campodoro
Campodoro là một đô thị thuộc tỉnh Padova vùng Veneto, tọa lạc khoảng 30 km về phía tây của Venezia và cách khoảng 10 km về phía đông bắc của Padova. Tại thời điểm ngày 31 tháng 12 năm 2004, đô thị này có dân số 2.490 người và diện tích 11,2 km².
cự ly khoảng 45 km về phía tây Venice và khoảng 12 km về phía tây bắc Padova. Tại thời điểm ngày 31 tháng 12 năm 2004, đô thị này có dân số 2.490 người và diện tích 11,2 km².
Đô thị Campodarsego bao gồm các frazioni (các đơn vị cấp dưới, chủ yếu là làng)Bevadoro và Torrerossa..
Campodarsego giáp các đô thị: Camisano Vicentino, Grisignano di Zocco, Mestrino, Piazzola sul Brenta, Villafranca Padovana.